# Phyllopsora chodatinica
Phyllopsora chodatinica är en lavart som beskrevs av Elix. Phyllopsora chodatinica ingår i släktet Phyllopsora och familjen Ramalinaceae.   Inga underarter finns listade i Catalogue of Life.